# Michael Jordan
Michael Jeffrey Jordan (New York, 1963. február 17. –) hivatásos amerikai kosárlabdázó. Széles körben a világ legsikeresebb kosárlabdázójának tartják, ő volt generációja legjobban szponzorált játékosa, és kiemelkedő szerepe volt abban, hogy az NBA népszerűsége a 80-as és 90-es években világszerte egyre növekedett. Minden idők egyik legnagyobb hatású sportolója.
Példaképeinek a korábbi legendákat David Thompsont, Jerry Westet és Walter Davist tekinti. Őt magát legtöbbször Julius Ervinghez szokták hasonlítani a látványos, zsákolásokkal teletűzdelt játékstílusa miatt.
Visszavonulása óta több játékost is kineveztek már Jordan „utódának” (olyan világklasszisokat is, mint LeBron James, Kobe Bryant, Dwyane Wade, Grant Hill vagy Vince Carter), de egyikük sem érte el az ő nagyságát.
14 idénye alatt 6-szor bajnok, 14-szer All Star kiválasztott, 6-szor a rájátszás és a döntő legjobb játékosa, 10-szer a liga gólkirálya, 5-ször az Év legértékesebb játékosa volt, ezzel az NBA történetének legsikeresebb játékosává vált.
Csapataihoz (Chicago Bulls, Washington Wizards) mindig akkor került, mikor azok rossz szezont produkáltak. A Bulls az egyik leglátványosabb fejlődést produkálta érkezése után, a sereghajtók egyikéből állandó rájátszás-résztvevővé, majd a liga uralkodó csapatává vált. Washingtonban vergődőből erős középcsapattá fejlődött a Wizards.

## Gyerekkora
Michael szülei, James és Deloris New York szociálisan igencsak elmaradott negyedében, Brooklynban laktak. Felismerték, hogy ez a környezet nem alkalmas gyermekeik számára, hogy tartalmas életet élhessenek, így Michael 7 éves korában az észak-karolinai Wilmingtonba költöztek. Itt James egy elektronikai üzemben, Deloris pedig egy bankban dolgozott.
Michael bátyja, az ifjabb James katonának állt, míg ő a sportban látta a kitörési lehetőséget. Próbálkozott az amerikaifutballal és a baseballal is, mielőtt még a gyűrűk lenyűgözték volna.
A helyi Emsley A. Laney Gimnáziumban kezdte bontogatni szárnyait, de az első két évében kevés sikerrel. Hiába volt labdabiztos, technikás, nem volt elég magas. Második nyarán hirtelen nőtt 10 centimétert, így harmadik évében már nem lehetett kihagyni a csapatból. Utolsó évében beválasztották a legjobb középiskolások csapatába, ezt 29 pontos, 11 lepattanós és 10 gólpasszos átlagával érdemelte ki. Ez az eredmény jó ajánlólevél volt a későbbiekre nézve, több egyetemi játékosmegfigyelő figyelmét is felkeltette.

## Egyetemi évek

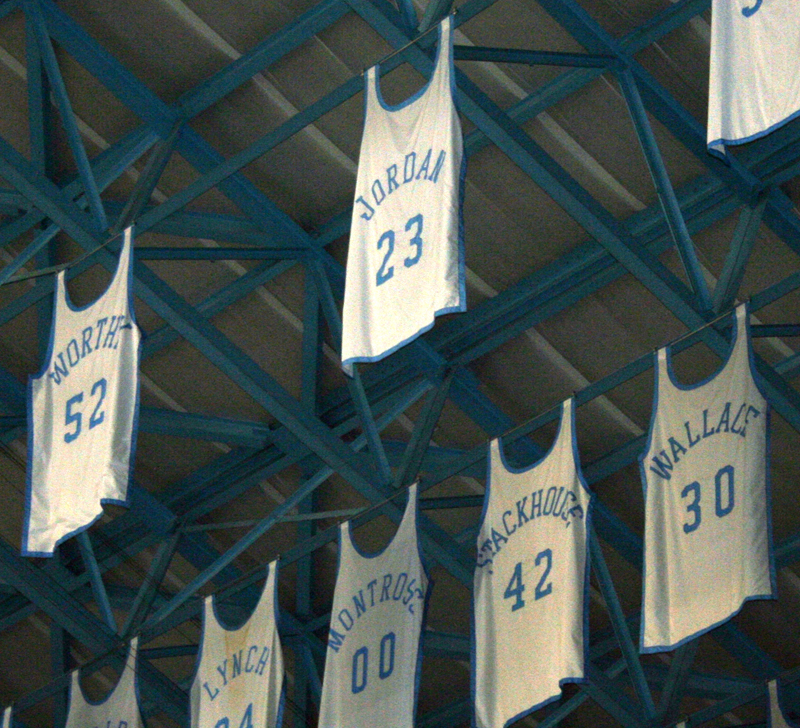
Jordan meze az egyetemi sportcsarnokban

1981-ben az Észak-karolinai Egyetem (University of North Carolina) hallgatója lett, ahol a fő tárgyának a kulturális földrajzot választotta. Gólyaként az Év újoncának választották 13,4 pontos átlagával. A Dean Smith vezette kosárlabdacsapatban együtt játszott James Worthyval, a későbbi NBA-legendával és a szintén NBA-játékossá váló Sam Perkinssel.
1982-ben megnyerték az egyetemi bajnokságot, a döntő kosarat Michael szerezte egy középtávoli tempódobást követően a Georgetown csapata ellen.
Megválasztották az év egyetemi játékosának és az All Star csapatba is bekerült. Ezzel a sajtó érdeklődésének középpontjába került, óriási tehetségnek kiáltották ki, a válogatottba is behívták, amivel 1984-ben megnyerték az olimpiát Los Angelesben.
Az amatőr kosarasokból felálló csapat kapitányaként 17,1 pontátlagával járult hozzá a sikerhez. Ilyen sikerek után nem fejezte be az egyetemet, hanem a harmadik év után jelentkezett az NBA-draftra.

## Első profi éve
Az 1984-es drafton a harmadik választott lett, a Houston Hakeem Olajuwont, a Portland Sam Bowie-t részesítette előnyben vele szemben. A Chicago képviselője, Rod Thorn alig hitt a szemének, hogy ekkora kincset hagytak meg nekik.
Az eredmények rögtön igazolták az elvárásokat, az addig a liga egyik leggyengébb csapatának számító Bulls kapásból bejutott a rájátszásba ahol a Milwaukee első körben kiverte őket. Michael 28,2 pontos átlagával elnyerte az Év újonca címet és az NBA All Star-csapatába is beválasztották.
Már az első hónapban óriási rajongás vette körül, a Sports Illustrated magazin a címlapjára tette, azzal a felirattal, hogy „Egy csillag született” (A Star Is Born). Ez a rajongás több öregebb játékosnak szúrta a szemét, ennek volt köszönhető az incidens, amikor a már említett All Star-meccsen csapattársai „bojkottálták”, nem adtak neki labdát, még a legegyértelműbb helyzetekben sem. Michael ezért „nemes bosszút” állt: február 12-én az egyik őt kiközösítő játékos, Isiah Thomas által vezetett Detroitnak újoncrekordot jelentő 49 pontot dobott.
Első évét végeredményben csapata legponterősebb (28,2 pont), legjobban lepattanózó (6,5 lepattanó), legtöbb gólpasszt adó (5,9 assziszt) és legtöbb labdát szerző játékosaként zárta.

## Út a csúcsig
Második szezonját meghatározta az idényeleji lábtörése, ami miatt a 82-ből csak 18 meccsen tudott játszani. Csapata nélküle is kiverekedte a playoffba jutást, ahol is a Boston Celtics várt rájuk. Sérüléséből felépülve ekkor már csapata segítségére tudott lenni, a kétszeres hosszabbításba torkolló második összecsapáson ma is playoff rekordnak számító 63 pontot dobott. Ez kevés volt a sokkal jobb játékerőt képviselő ellenfél ellen, 3-0-s söpréssel a massachusettsi gárda ment tovább. Larry Bird, az ellenfél csapatkapitánya így nyilatkozott Jordanről a mérkőzés után: „Az Úristen Michael Jordan képében testesült meg.”
Az 1986–87-es szezon még mindig csak egyéni sikereket hozott, 37,1-es átlagával megszerezte első pontkirályi címét, Wilt Chamberlain óta elsőként lépve át az egy idényben dobott 3000 összpontos álomhatárt, és 8 mérkőzésen szerzett 50 vagy több pontot. Az MVP-címet azonban a Lakersnél játszó Magic Johnson elvitte előle. Csapatával újra bejutott a rájátszásba, és újra az egy évvel korábbi történet adta elő magát, a Celtics 3–0-val kisöpörte őket.
Felismervén, hogy egy emberrel nem lehet maradandó eredményt elérni, a csapat főnökei agilis fiatal tehetségeket hoztak a gárdába 1987-ben Scottie Pippen és Horace Grant személyében. Ők segíthettek levenni a terhet Jordan válláról, aki ebben az évben újra gólkirály lett 32,5 pontos átlagával, és végre megkapta a megérdemelt MVP-címet is.
Beválasztották az Év védekező csapatába  és egyénileg is a legjobb védekező játékosnak választották 1,6-es blokk- és 3,16-os labdaszerzés-átlagának köszönhetően. Ebben az évben lett először az All Star-hétvége legértékesebb játékosa, és megnyerte a zsákolóbajnokságot is.
A csapatnak most már több babér termett, végre túljutottak a rájátszás első körén, ahol a Cleveland csapatát búcsúztatták 3–2-es összesítéssel, vagyis a lehető legszorosabb eredménnyel. Olyannyira szoros volt ez a párharc, hogy a döntő mérkőzésen, mint már addig sokszor és azután is számtalanszor, Jordan utolsó másodpercekbeli kosarával nyert a Bulls. A második körben az Isiah Thomas vezette detroiti „rosszfiúk” jelentették a legyőzhetetlen akadályt, szintén ötmeccses öldöklő küzdelemben.
A következő, 1988-89-es szezonban Jordan újra gólkirály lett 35 pontos átlaggal, és az Év védekező ötösébe is beválasztották. Az ez évi All Star-hétvége sokaknak nem a „nagymeccs” miatt emlékezetes, hanem Jordan és Dominique Wilkins csatája miatt a zsákolóbajnokság döntőjében. Michael ekkor mutatta be a legendássá vált büntetővonalról zsákolást, amivel újra megnyerte a versenyt.
A playoffban sem a New York Knicks, sem a Cleveland nem volt méltó ellenfele a Bullsnak. Először történetük során bejutottak a főcsoportdöntőbe, ahol újra a Detroit Pistonssal találkoztak. Az ő taktikájuk külön figyelmet fordított Jordan semlegesítésére, ha hozzá került a labda, egyszerre két-három ember ugrott rá. A „Jordan Rules”-nek nevezett stratégia meghozta eredményét, újra a Detroit lett a párharc győztese.
Az 1989–90-es szezonban segédedzőből menedzserré léptették elő Phil Jacksont, akinek a vezetésével tökéletesebbé vált a csapatjáték. Ő vezette be a Bullsnál az ún. „háromszög támadást”. Jordan újra gólkirály lett, 33,6-es átlaggal, és újra beválasztották az év védekező ötösébe is. A csapat ismét a konferenciadöntőig menetelt a Milwaukeet és a Philadelphia 76erst földbe döngölve, és ott szoros küzdelemben, immár sorozatban harmadszor, a Detroit verte ki őket a további küzdelmekből.

## Az első Bulls-korszak

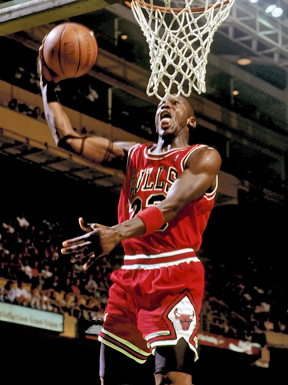
Egy újabb kosár

Az 1990-91-es szezonban végre megtört az átok, az alapszakasz MVP-ként másodszor tündöklő Jordan (31,5 pontos, 6 lepattanós és 5,5 gólpasszos átlaggal) vezetésével csapata 61 győzelmet aratva simán bekerült a rájátszásba. Ráadásul újra helyet kapott az Év védekező ötösében is. Ekkor már Scottie Pippen is All Star szinten játszott. Az első két körben a Philadelphiát és a New Yorkot legyőzve jutottak be a keleti főcsoport döntőjébe. Ott az ősi rivális Detroit várt rájuk.
Újra a „Jordan Rules” védekezési stratégiát alkalmazták, de tanulva az előző év hibájából most a lekettőző Detroitot gyors passzokkal szétzilálták. Egy sportszerűtlen jelenetnek is tanúi lehettek a nézők az utolsó mérkőzésen, Isiah Thomas vezetésével a rendes játékidő vége előtt levonultak a pályáról a detroiti játékosok, feladva a csatát, csak hogy ne kelljen kezet nyújtani az őket legyőzőknek. A begyűjtött négy győzelem azt jelentette, hogy története során először a „szeles város” csapata bejutott az NBA nagydöntőjébe, ahol a Magic Johnson és James Worthy fémjelezte Los Angeles Lakerst kellett legyőzniük.
Meglepően simának mondható eredménnyel, 4-1-es Bulls győzelemmel zárult a döntő, így Michael megszerezte élete első bajnoki címét. Ebben a párharcban is óriási szerepet vállalt, miután ezentúl mindig, mikor bajnokok lettek, megválasztották a Döntő játékosának. A döntő második meccsén egy óriási mozdulatsorral (egyik kezéből másikba átvéve a labdát) megakadályozta, hogy Sam Perkins blokkolja, ezzel újra beírva magát a sportág történetébe, hiszen 2000-ben az ESPY sportlap az évtized jelenetének választotta.
A rájátszásban 15 győzelem mellett csak 2 vereséget szenvedtek el. Megkezdődött az első Bulls-éra.
1991-92-ben újabb csapatrekordot jelentő eredménnyel, 67-15-ös győzelem-vereség mutatóval zárták az alapszakaszt. Jordan újra alapszakasz MVP (30,1/6,4/6,1) díjjal gazdagodott és újra beválasztották az év védekező ötösébe is. A döntőben a Clyde Drexler vezette Portland Trail Blazerst győzték le, így begyűjtve második bajnoki aranygyűrűjüket. A döntő előtt a média nagy felhajtást csapott a két vezéregyéniség körül, próbálták felébreszteni a 80-as évek nagy Magic Jonhson-Larry Bird rivalizálást. A döntő első mérkőzésén Michael újra emlékezeteset nyújtott, ma is rekordnak számító 35 pontot dobott az első félidőben úgy, hogy közülük 18 pontot hárompontos dobást követően. Miután a hatodik hárompontos is talált, Jordan leült a pálya szélére, és mélán bámult maga elé. Marv Albert, a mérkőzés kommentátora később úgy nyilatkozott, Michael ekkor ezt mondta maga elé: „Nem hiszem el, hogy ezt csinálom.”
1992-93 Újabb nagyszerű teljesítménnyel rukkolt elő az alapszakaszban (32,6/6,7/5,5), de barátja, Charles Barkley ezúttal elnyerte előle az MVP címet.
Sima út vezetett a nagydöntőig, ahol épp a Barkleyval felálló Phoenix Suns állt csapata és a serleg közt. Lemásolva a múlt évi Portland elleni eredményt, 4:2-es összesítéssel sorozatban harmadszor nyerték el a bajnoki címet, megismételve a 60-as évek legendás Boston Celtics-ének produkcióját, elérve az ún. „three-peat”-et. Habár az utolsó meccs döntő momentumai nem Michaelhoz kötődnek, mégis az ő 55 pontja képezte alapját a Bulls győzelmének.
1992 nyarán zajlott a Barcelonai olimpia, amin ő is részt vett. A „Dream Team” néven elhíresült amerikai válogatott a profi ligában edződött játékosokból állt, és a világon egy csapat sem tudta velük szemben eséllyel felvenni a versenyt, így Michael második olimpiai aranyérmét nyerte.
Ezidáig 7 gólkirályi címet nyert, háromszoros bajnoknak és MVP-nek mondhatta magát. Mondhatni, elért mindent, amit kosárlabdázó elérhet. Talán emiatt, talán a média támadásai, talán a szerencsejáték szenvedélyéből származó családi gondjai miatt megcsömörlött a kosárlabdától. „Nagyon szégyellem magam emiatt, egyike azoknak a dolgoknak, amiket rettenetesen bánok. A tükörbe nézve azt kell mondanom magamban, hülye voltam” – nyilatkozta később a hazárdírozásairól.
1993. július 23-án két tinédzser megölte Michael édesapját, miközben megpróbálták ellopni a kocsiját.
Így 1993 őszén ezekkel a szavakkal bejelentette a visszavonulását: „Elértem a karrierem csúcsát. Úgy érzem, már semmi mást nem tudok bizonyítani.”

## A baseballos kitérő
A teljes sportvilág legnagyobb meglepődésére 1994. március 31-én az első osztályú Chicago White Sox fiókcsapatához, a Birmingham Baronshoz igazolt, amely a harmadosztályban játszott. Ahogy a nyilatkozataiból kiderült, ezzel mélyen tisztelt apja kívánságát szerette volna teljesíteni, aki mindig profi baseballosként szerette volna látni fiát.
Hiába nyújtott méltányolhatatlan teljesítményt, nem rúgták ki, mivel a „régi-új” főnöke, a Bulls és a Barons tulajdonosa, Jerry Reinsdorf pártfogásába vette. Természetesen nem jótékony cselekedet volt: még mindig óriási reklámértékkel bírt, és az ő meccsein mindig telt ház tombolt a lelátókon.
Ezután tett még egy rövid kitérőt a Scottsdale Scorpions csapatánál, az Arizonai Őszi Ligában az 1994-es évben.
Belátva, hogy a baseball nem az ő világa, visszatért a parkettre.
1995. március 19-én, majd' egy év kihagyás után újra magára öltötte a Bulls mezét. A lehető legrövidebben kommentálta az eseményt a kiadott sajtóközleményében: „Visszatértem”.
A 45-ös számú mezt választotta (ebben játszott a Baronsnál is), miután első visszavonulásakor a már vele összekapcsolt 23-as mezt visszavonultatták tiszteletére.
Nem a tervek szerint ment a visszatérés, első meccsén 19 pontot szerzett egy Indiana Pacers elleni vesztes meccsen.
Egész idényben formán kívül volt, így nem tudott segíteni csapatának, hogy elkerüljék a kiesést a rájátszás második körében, ahol a Anfernee Hardaway-jel és Shaquille O’Neallel felálló Orlando Magic 4:2-es összesítéssel búcsúztatta őket.

## A második Bulls-korszak
A kiesés után újult erővel vetette bele magát az alapozásba, új célként meg akarta mutatni a világnak, hogy még nem felejtett el kosárlabdázni. Ettől a szezontól újra a 23-as mezszámot viselte.
A bizonyítási vágy a maximális teljesítményt hozta ki belőle és a csapatból is: az 1995-96-os szezont  72 győzelemmel zárták. (2015/16-os Golden State Warriors ugyan 73-9-es győzelmi mérlegre javította a korábban megdönthetetlennek hitt rekordot, ám az Oaklandi székhelyű csapat, elvesztette a nagydöntő párharcát a LeBron "King" James vezette, Cleveland Cavaliers ellen.)  A régi bajnokcsapatból már csak Scottie Pippen maradt hírmondónak, nagy húzásnak számított viszont Dennis Rodman leigazolása, aki a védekezésben tudott igazán sokat hozzátenni a játékhoz.
Michael újabb gólkirályi és MVP címet szerzett a gyűjteményébe.
Bill Wenington mesélte erről az időszakról: 
| „ | Michael tudta, mire képes, derűs volt, jól érezte magát. Egy alkalommal Vancouverben játszottunk. A negyedik negyedben ellenfelünk tizenkét ponttal vezetett, amikor Michael visszatért a pályára. Az órára nézett, és azt mondta, ennyi idő elég lesz arra, hogy megfordítsuk az állást. Az utolsó hat percben tizennyolc pontot szerzett. Fantasztikus pali. | ” |
| – | |   |

A rájátszásban sem sikerült megszorítani a csapatot, a főcsoportdöntőben nemes bosszút álltak az Orlandón, 4-0-val söpörték ki őket. A fináléban pedig a Seattle SuperSonicsnak kellett meghajolnia (4-2).
Az egész rájátszást nézve 15-3-as győzelem-vereség arányt hoztak, vagyis a nagydöntőben elszenvedett két vereségen kívül csak egyszer sikerült őket kétvállra fektetni.
Ebben az évben Jordan-nek olyan dolgot is sikerült elérnie, amit játékos az 1969-70-es szezon óta nem tudott végrehajtani. Willis Reed után a második játékos lett, aki egy szezonban nyerte el az alapszakasz, a döntő és az All Star meccs legjobb játékosának járó díjat is.
Paul Westphal, a neves tréner a nyilatkozta sokoldalúságáról:
| „ | Talán még Michael sem tudná megállítani Michaelt, ő a legjobb irányító, a legjobb dobóhátvéd, a legmegállíthatatlanabb bedobó és erőcsatár. Még a liga öt legjobb centere közé is besorolnám. | ” |
| – | |   |

Az 1996-97-es szezonban 69-13-as mutatóval repítették magukat a rájátszásba. Új ellenfél tűnt fel a színen, a John Stocktont és az az évi MVP-t, Karl Malone-t is a soraiban tudó Utah Jazz.
A nagydöntő végül hat meccsen dőlt el, 4-2-es Bulls sikert hozva.
Jordan két meccsen is az utolsó percekben hozta az eredményt csapata számára. Az első meccsen egy, a dudaszó pillanatában elengedett középtávoli dobással szerezte meg a győzelmet.
Az ötödik meccs, mikor a párharc 2-2-es döntetlennel állt, a „flu-game” {„influenzás-játék”} néven vált ismertté.
Ekkor Michael gyomorbántalmakkal és magas lázzal küszködve dobott 38 pontot, és az eredményről döntő hárompontos kosár is az ő nevéhez fűződik.
A mérkőzésről ő maga nyilatkozott így:

| „ | Minden az akarat és önuralom kérdése. Ilyenkor ki kell menned, és megtenned, amit tenni tudsz. A többieknek is számít, hogy mindennek ellenére játszom. | ” |
| – | |   |

1997-98-ban 62-20-as alapszakasz után megismétlődött a Jazz elleni csata.
A négy győzelemig tartó párharcban 3-2-re vezetett a Chicago, mikor a pályaválasztói jog visszaszállt a utahi alakulatra.
Ezt maximálisan kihasználva három ponttal vezettek az utolsó perc elején. Phil Jackson időt kért, majd Michael egy ziccerrel 1 pontosra olvasztotta az előnyüket.
Ami most következett, az az NBA történetének egyik legizgalmasabb jelenetsorává vált:
A Jazz hozta fel a labdát, a legbiztosabb helyet keresve, ahol a labda lehet, így Karl Malone-nak passzolták a játékszert. Ő kizárta Dennis Rodmant, és, mikor már a kosárra fordult volna, megérkezett a háta mögül Jordan, és elcsente a kezéből a labdát.
Nem siette el az akciót, lassan fölvitte a labdát, a szemét végig a visszaszámláló órán tartotta. Mikor már csak tíz másodperc volt hátra, jobbra kezdett cselezni, majd egy gyors mozdulattal a bal oldalra indult. Ma is vitáznak azon, hogy ekkor meglökte-e a rajta védekező Byron Russellt, aki elvesztette az egyensúlyát, így a dobásra szabad helyzet kínálkozott. Az értékesített kosár azt jelentette, hogy egy ponttal a Chicago nyerte meg a mérkőzést.
Az ezen a meccsen elért 45 pontjával ismét vezéregyénisége volt a bajnokcsapatnak.
Másodszor nyertek sorozatban 3 döntőt, így a kosártörténelem legnagyobb csapatai közé emelkedtek.

## Washingtonban
A következő idény, mint a „lock-out” miatti csonkaszezon vonult be az NBA történetébe. A játékosok képviselői és liga tulajdonosai nem tudtak egyezségre jutni a béreket illetően.
Ez a légkör és a csapat széthullásának első jelei (Pippen idény közben elcserélését kérte, Rodman pedig, mint szabadügynök szeretett volna Los Angelesbe igazolni) arra késztették Jordant, hogy a csúcson hagyja abba, így másodszor is bejelentette visszavonulását ezekkel a szavakkal: 
| „ | 99%, hogy végleg visszavonultam, habár még mindig ott van az az 1% | ” |
| – |                                                                    |   |

Ezután a családjának szentelhette idejét, és hódolhatott kedvenc kikapcsolódásának, a golfnak is.
A kosárlabdától azonban nem szakadt el teljesen, kis idő múlva a harmatgyenge Washington Wizards csapatánál általános igazgatói tisztséget vállalt.
Látván csapata vergődését a veteránok minimum fizetségéért újra játékosnak állt, kétéves szerződést kötött 2001 szeptemberében a fővárosiakkal. Az a furcsa helyzet állt így elő, hogy együtt játszott a saját maga által draftolt és a csapathoz hozott játékosokkal.
A fizetségét a Világkereskedelmi Központ ellen elkövetett terrortámadás áldozatainak megsegítésére létrehozott alapnak ajánlotta fel.
A 2001-02-es szezonban a sorozatos sérülések miatt csak 60 meccsen tudott pályára lépni, a legkevesebben, mióta 1985-ben eltörte a lábát. Legsúlyosabb a jobb térdének krónikus íngyulladása (tendinitis) volt, amit februárban meg is operáltak. De még így is a csapata legjobbja volt pontban (22,9), gólpasszokban (5,2) és labdaszerzésben (1,42) is.
Utolsó szezonját már a negyvenedik éve után fejezte be. Átlagai egy hétköznapi játékos számára már csúcsteljesítménynek számítanának: 20 pontot, 6,1 lepattanót, 3,8 gólpasszt és 1,5 labdaszerzést jegyzett.
2003 februárjában az első NBA játékos lett, aki 40 év felett legalább 40 pontot szerzett egy meccsen.
Ebben az idényben lépte át a 30 000 pontos álomhatárt is karrierje során.
A csapat Jordan két éve alatt nem jutott be a rájátszásba, de a nézők visszatértek az arénába, és Washingtonnak újra egy erős középcsapata lett.
Ebben a szezonban, mikor már mindenki érezte, hogy ez már tényleg az utolsó éve lesz, az összes csarnokban kitörő örömmel fogadták, Miamiban visszavonultatták a mezét is. A nagy sikerei helyszínén, a chicagoi United Centerben hosszú percekig felállva tapsolt a közönség.
Az idényfelező All Star gálán Vince Carter tisztelete jeléül lemondott a kezdő ötösben lévő helyéről Jordan számára, és a félidei show-műsor is a karrierje legszebb pillanatait elevenítette fel.
A legutolsó pályára lépésére Philadelphiában került sor április 16-án. Az utolsó negyedben már szinte végig a padon ült, mikor a közönség "Mike-ot akarjuk!" kiabálásának engedve edzője újra, utoljára becserélte. Még bedobott két szabaddobást, és az őt éltető rajongók sorfala között végleg levonult a pályáról.
Jordan 1993-ban így nyilatkozott:

| „ | Pályafutásom során több mint kilencezer dobást elhibáztam, vesztettem csaknem háromszáz mérkőzésen. Huszonhatszor vétettem el a rám bízott, győzelemhez szükséges utolsó dobást. Újra és újra hibáztam az életemben. Ezért tudtam mindig előrelépni. | ” |
| – | |   |

## A játékospályafutás után

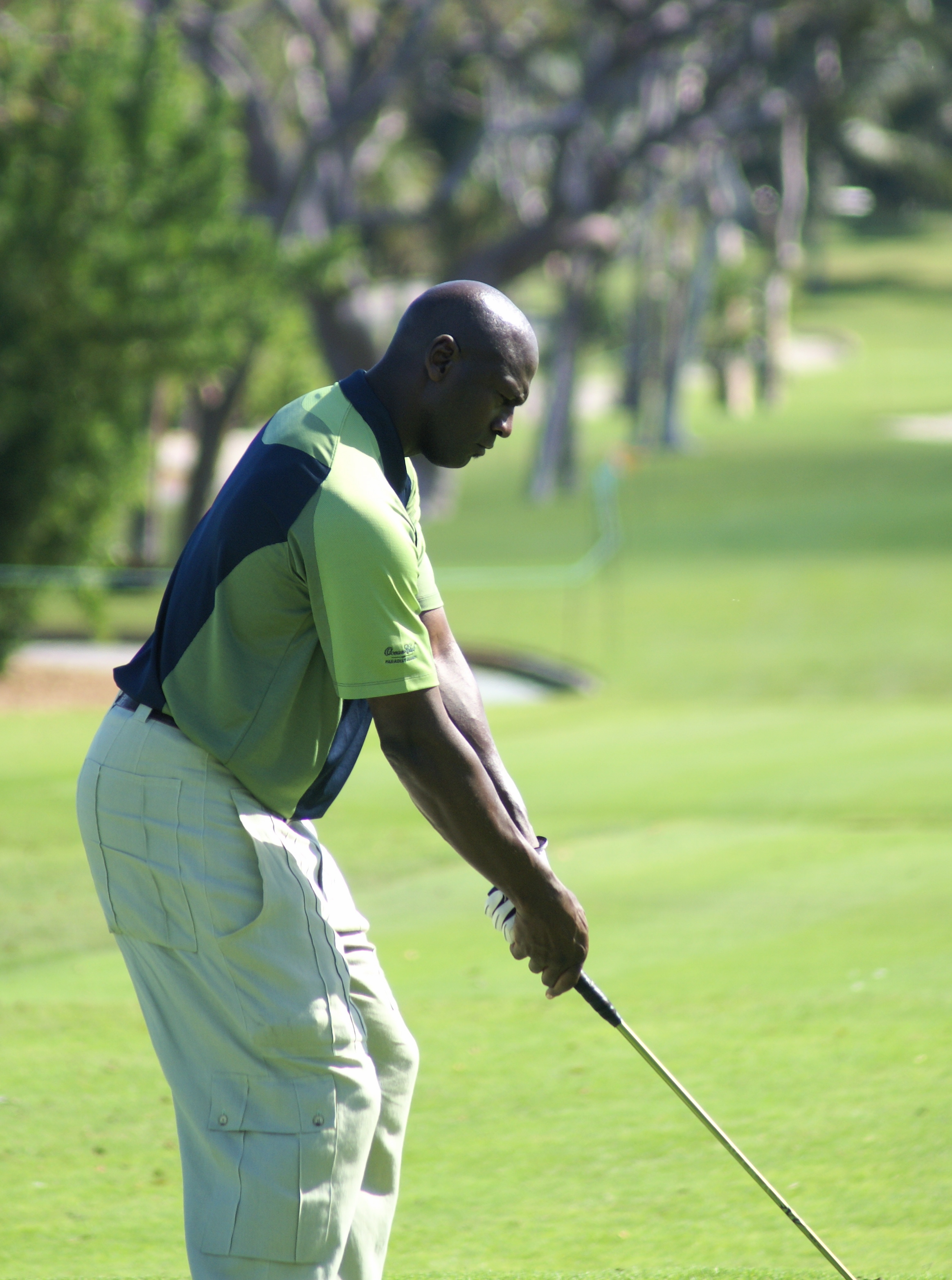
Golfozás közben

Miután visszavonult, a washingtoni csapat tulajdonosa, Abe Pollin nem számított többet a munkájára a szakmai stábban, rövid úton megvált tőle. Később Michael úgy nyilatkozott, ha tudta volna, hogy kirúgják, miután visszavonul, nem jött volna vissza játszani. Újra rengeteg szabadideje lett, jótékonysági golfversenyeken indult, motorozott, és visszaköltözött családjához Chicagóba.
2006-ban a legújabb NBA csapatban, a Charlotte Bobcatsben vásárolt tulajdonrészt, amivel a második legnagyobb részvényesük lett a tulajdonos, Robert L. Johnson mögött. 2010 februárjában már ő lett a részvények többségi tulajdonosa.
Felesége, Juanita, akivel 1989-ben kötöttek házasságot, 2002-ben benyújtotta a válókeresetet. Ezt hamarosan visszavonta. 2006-ban, most már közös elhatározással, újra bíróság elé álltak. A 17 évig tartó házasság lezárásaként közel 168 millió dollár (mintegy 30 milliárd forint) összeggel lett gazdagabb Juanita, ezenkívül egy hét hektáros ingatlannal is Chicagóban. A döntés szerint három gyermekük, Jeffrey Michael, Marcus James és Jasmine felügyeleti joga is az asszonyé.
2005 októberében jelent meg első könyve Driven from Within címmel (ISBN 0-7432-8400-3). A kritikák szerint ez a könyv a Nike egy reklámkiadványa, „ugyanannnyi fotót tartalmaz a cipőkről, mint magáról Jordanről”. A köteteket Mark Vancil szerkesztette, és megszólal benne kilenc, Michaelhez közel álló személy is, köztük az édesanyja, a középiskolai edzője és az ügynöke is.
A Nike-val kötött szerződése a mai napig érvényben van, az Air Jordan márkájú termékek még mindig töretlen népszerűségnek örvendenek. 2013-ban az eladások elérték a 2,25 milliárd dollárt, ezzel a piacon minden második eladott kosárlabdacipő Air Jordan volt. Ez minden idők legsikeresebb szponzorációs szerződése. Az eladásból befolyó összeg egy részét az utánpótlásnevelésre fordítják, többek között az észak-karolinai, a cincinnati, a Berkeley, a St. John's és a georgetowni egyetemeken.
Pályafutása során rengeteg terméket reklámozott, a teljesség igénye nélkül, üdítőitaloktól kezdve (Coca-Cola, Gatorade) elemeken át (Rayovac) autókig (Chevrolet). Ezen reklámszerződéseinek egy része ma is él, belőlük akkora bevétellel bír, hogy még mindig szerepel a legjobban kereső sportolók ranglistáján. A fizetéséből és a szponzori pénzekből több százmillió dolláros vagyonra tett szert. Reklámértékét jól mutatják a nevével fémjelzett kölni eladási adatai: a piacra dobást követő 2 hónapban 1,5 millió üveggel adtak el belőle. Jordan saját bevallása szerint a pénzügyi sikereiben óriási szerepe volt ügynökének, David Falknak.
Évente megrendezik a Michael Jordan Senior Flight School névre keresztelt négynapos edzőtábort kosárlabdát szerető fiataloknak, amelynek fővédnöki tisztségét tölti be. A programban szerepel koktélparty, személyes találkozás vele, és természetesen edzések, 5-5 elleni meccsek és egyéb szabadidős programok. Az eseményt a Las Vegas-i Mirage Hotelben rendezik meg, a részvételi díj 17 500 dollár.
2004 óta vesz részt csapata az American Motorcyclist Association (Amerikai Motorsport Szövetség) által rendezett professzionális versenyeken Team 23 Racing néven.

## Filmszerepei
- Michael Jordan: Come Fly with Me – 1989
- Michael Jordan's Playground – 1990
- Voices that Care – 1991
- Michael Jackson – Jam (videóklip) – 1992
- Michael Jordan: Air Time – 1993
- There Are No Children Here – 1993
- Space Jam – Zűr az űrben – 1996
- Michael Jordan, Above and Beyond – 1996
- A játék ördöge – 1998
- Michael Jordan to the Max – 2000
- Ultimate Jordan – 2001
- Bolondos dallamok – Újra bevetésen – 2003 (cameoszerep)
- Tiger at 30 – 2006
- Basketball Man – 2007
- The Last Dance – 2020

Sok filmjében csak rövid epizódszerepet vállalt (pl. A játék ördöge, Bolondos dallamok – Újra bevetésen, There Are No Children Here), és kivétel nélkül önmagát alakította. A fel nem soroltakon kívül több televíziós sorozatban is vállalt egy-egy epizódnyi mellékszereplést (pl. 60 percben, Mi a helyzet, Apu?, Almost Live!).
A másik nagy csoportot a körülbelül 1 órás dokumentumfilmek alkotják. Már 1989-ben készítettek róla egy bemutató filmet „Michael Jordan: Come Fly with Me” címmel.
Láthatjuk Michael Jackson „Jam” című klipjében is, amiben egymást tanítják táncolni, illetve kosárlabdázni. youtube.com videó
Egyetlen „igazi” filmszerepe az 1996-os Space Jam – Zűr az űrben volt, amiben főszerepet vállalt. Az IMDb oldalon a film a nézők szavazatai alapján 5,2/10-es értékelést kapott.
Magyarországon csak a Space Jam – Zűr az űrben, A játék ördöge és a Bolondos dallamok – Újra bevetésen című filmjeit mutatták be.
1997 áprilisában a Hoop magazinnak így nyilatkozott a filmezésről: 
| „ | Túl sok időmet elveszi. Nagyon tisztelem azokat, akik csinálják. Amikor a Space Jamet forgattuk, pár színésszel játszottunk barátságos meccseket. Beszéltem a Supermant megszemélyesítő Dean Cainnel, és nem akartam elhinni, amit meg kell csinálnia. Este 7 és 9 között velünk kosarazik, aztán visszamegy, és egész éjjel a műsoron dolgoznak. Reggel pedig mehet az edzőterembe egész nap súlyokat emelni, hogy beleférjen azokba a szűk ruhákba. Nem tudnám csinálni. Ráadásul a színészet nagy része hajtás és várakozás. Vársz, amíg rendbe hozzák a fényeket, aztán, mire beleélnéd magad, hogy történik valami, újra csak várhatsz. Olyan, mintha folyamatosan elindítanának, megállítanának, elindítanának, megállítanának egy meccset. Túl sok időt vesz el… Nem tudnám csinálni. | ” |
| – | |   |

## Játékstílusa
Jordan általában dobóhátvédként játszott, de képes volt a kiscsatár és az irányító feladatait is maradéktalanul ellátni. Ami hiányzott belőle magasságból és tömegből, azt pótolta gyorsaságával és hatalmas ugrásaival.
A végjátékokban rendszeresen képes volt higgadt maradni és a legjobb megoldást választani. Sokszor vitte csapatát győzelemre az utolsó másodpercekben dobott pontjaival (például az 1998-as bajnoki címet érő kétpontosa, amely ma már mint „A dobás” íródott be a kosárlabda történetébe)
Pályafutása elején játéka legfőbb eleme a zsákolás volt, már akkor képes volt 3-4 ember között is kosárra törni. Képességét, hogy szinte minden más játékosnál hosszabb ideig tudott levegőben maradni („hangtime”), úgy használta fel, hogy mire a nála magasabb játékosok már a földre estek, ő akkor indította el dobását.
Később kifejlesztette az ún „fade-away jumpert”, amihez hasonlatos fegyver talán csak Abdul-Jabbar égi horga volt. Ekkor a gyűrűnek háttal kezdte meg a mozdulatsort, a mögötte álló védőtől mind vízszintesen, mind függőlegesen a lehető legtávolabbra ugorva, elkerülve annak blokkolásra nyújtott karjait megfordulva a gyűrűbe dobta a labdát. Hubie Brown, az egyik legtapasztaltabb NBA edző egyenesen megállíthatatlannak bélyegezte ezt a mozdulatsort.
A hárompontos vonalon túlról fiatalkorában nem volt túl eredményes, de ahogy egyre több évet töltött el a ligában, már innen is megbízhatóan tudott kosarat szerezni. Washingtoni évei alatt viszont már jóval kevesebbet próbálkozott a tripladobásokkal.
Támadásban nem ismert akadályt, a legreménytelenebb helyzetekben is kosárra tört, ha nem is sikerült bedobnia a labdát, nagy valószínűséggel szabálytalankodtak ellene. A pályafutása során 8772 alkalommal végezhetett el szabaddobást, amelyeket 83%-os pontossággal értékesített.
Ha nem ő maga vette célba a gyűrűt, játékostársait gyakran hozta helyzetbe, imponáló, 5,2 gólpasszos átlaggal zárta pályafutását.
Védekezésben szintén maximálisan kihasználta képességeit, gyors kezeivel folyton odaszurkált a labdát felhozó játékosnak, kitűnő kezdősebessége lehetővé tette, hogy a passzsávokat lezárja.
Ezeknek köszönheti, hogy minden idők második legjobb labdaszerzőjévé vált 2,5-es átlagával.
6,2-es lepattanóátlaga szintén a legjobb hátvédek közé emeli ebben a kategóriában is.
Pszichológiai hadviselésének része volt a nézők számára alig észlelhető, de az ellenfeleket kifejezetten zavaró „trash-talk”, amikor a játék szüneteiben folyamatosan kisebb-nagyobb heccelésekkel, sértegetésekkel kergette őrületbe a rá bízott játékost.

## Edzésmódszere, rákészülés a meccsekre
Minden mérkőzés előtt volt pár rutinja, amiket mindig megcsinált. Egy bizonyos módon fűzte be cipőit, mindig viselte az egyetemi mezének nadrágját, mindig új zoknit és cipőt húzott, és ellenőrizte családját, hogy ott van-e a helyszínen, nem történt-e velük valamilyen baj.
Egy interjújában elmondta, hogy pályafutása korai szakaszában a mérkőzések előtt meg szokta nézni a következő csapattal vívott egy előző győztes meccs felvételét, de a későbbiekben már nem.
Amikor a Space Jamet forgatták, a film készítői felépítettek számára egy sportcsarnokot, ahol tudott edzeni a forgatások előtt és után. Számos NBA játékos „meglátogatta” őt ott, és játszottak késő estébe nyúló edzőmérkőzéseket. Tiszteletét tette a majdnem teljes Lakers, Patrick Ewing, Muggsy Bogues, Alonzo Mourning, Larry Johnson és Charles Barkley is. Így a forgatás nem jelentett kiesést a következő idényre való felkészülésben. Elmondása szerint ezzel a módszerrel sokkal jobban fel tudott készülni az idényre, mint a hagyományos edzőtáborozással. Azt csak egy újabb esélynek tartotta a lesérülésre. Így viszont, hogy a leendő ligabeli ellenfeleivel tudott készülni, fel tudta térképezni őket, kiismerni gyengeségeiket és erősségeiket.

## Rekordjai, eredményei

### Statisztikai rekordok

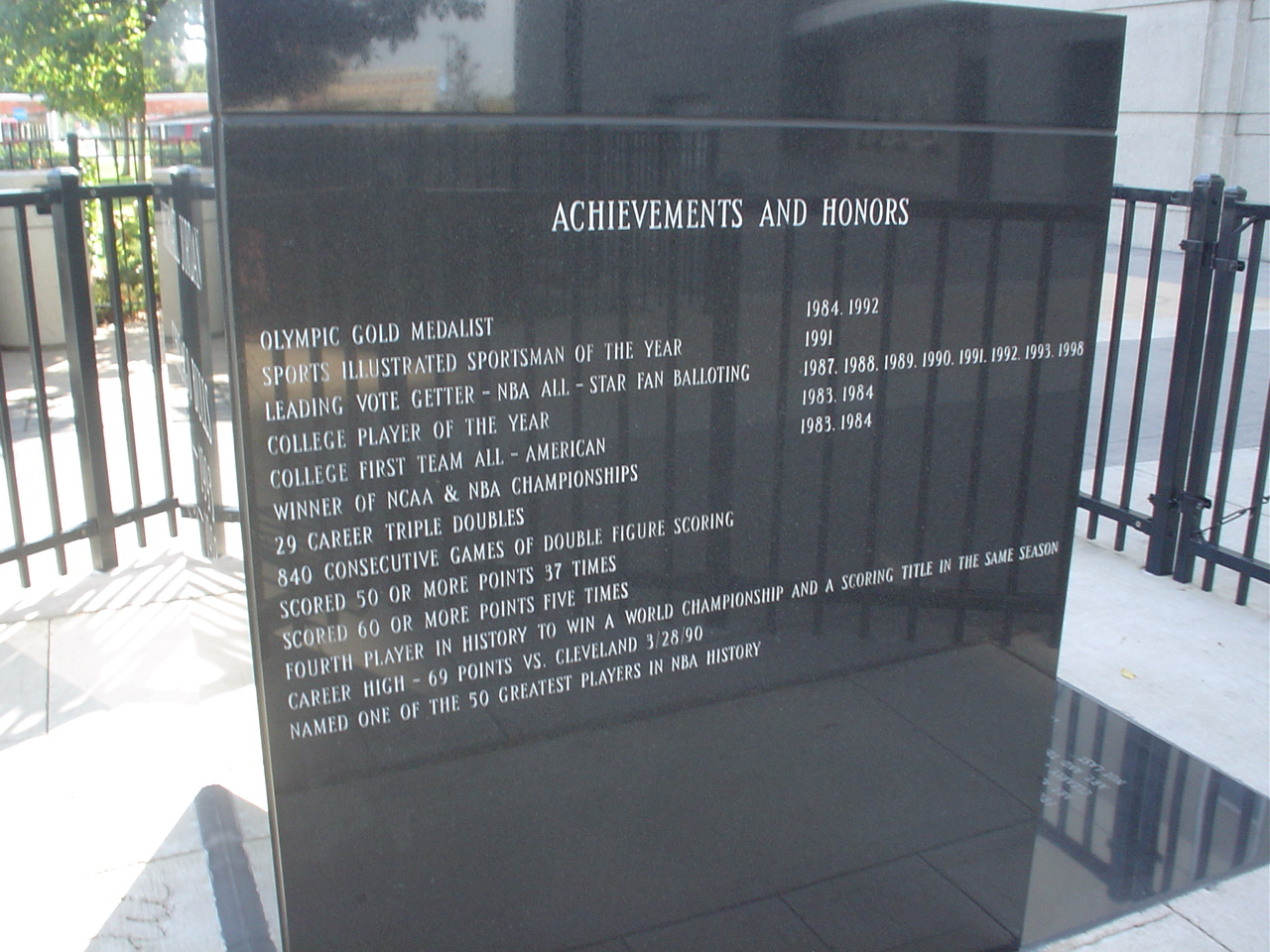
A United Centernél található szobrának talapzata, amely felsorolja a legfontosabb eredményeit

- 1990. március 28-án a Cleveland ellen szerezte a legtöbb pontját egy meccsen, szám szerint 69-et.[56]
- 1986. április 20-án a Boston Celtics elleni kétszeres hosszabbítással végződő meccsen 63 pontot dobott, ami ma is playoff csúcs. Ráadásul ezen a meccsen állította be saját lepattanózási csúcsát is, 18-cal.[56]
- Csak ő és Wilt Chamberlain volt képes három egymást követő szezonban 3000 pont fölött teljesíteni.
- Az 1987-88-as idényben elért 37,1 pontos átlagánál csak Wilt Chamberlain és Elgin Baylor tudott jobbat. Az egy idényben elért pontok számában is csak Wilt Chamberlain előzi meg.
- A rájátszások tekintetében ő tartja a rekordot mind 33,4 pontos átlagával, mind 5987 pontjával.[56][57]
- Az alapszakaszban elért 30,1 pontos átlaga szintén rekord.[25]
- Ő és Wilt Chamberlain volt a legtöbbször, hétszer, egymás utáni években az alapszakasz gólkirálya. (1986–1993)[25]
- Egymás után 886 meccsen dobott legalább kétszámjegyű eredményt, ezzel tartva az NBA rekordját.[58] Az előző rekordtartót, Kareem Abdul-Jabbart 1997. december 30-án előzte meg egy Minnesota Timberwolves elleni meccsen, amikor 33 pontot ért el.[59]
- 1989. február 6-a és 1993. november 5-e között 60, egymást követő rájátszás meccsen dobott legalább 20 pontot, ami NBA-rekord.
- A Phoenix elleni 1993-as döntőben elért 41 pontos átlaga a legmagasabb az NBA-döntők történetében. Ebben a párharcban felállított egy másik rekordot is: 4 egymást követő meccsen dobott legalább 40 pontot a döntőben.[56][60]
- Ő dobta a legtöbb pontot egy félidőben (35) egy döntőbeli meccsen a Portland ellen, 1992 márciusában.
- 37 meccsen dobott legalább 50 pontot, és 5-ön legalább 60-at.
- Egy Cleveland elleni 1990-es meccsen 24 mezőnygólt[61] ért el, ami Wilt Chamberlainnel és John Havlicekkel holtversenyben NBA rekord.
- 1992-ben a Portland ellen egy félidőn belül 6 hárompontost dobott. Ezt az eredményt rajta kívül még sokan elérték, de mindannyian rekordtartók.
- Háromszor lett a szezon legjobb labdaszerzője (1988, 1990, 1993). Labdaszerzésben az örökranglistán a második helyet foglalja el.
- 1987-ben az első olyan játékos lett, aki az idényt legalább 200 labdaszerzéssel és 100 blokkal zárta.[62]
- Karrierje során 29-szer ért el „tripla-duplát”.[63]
- Az All Star gálameccsek történetének legtöbb labdát szerző játékosa (35). A pontszerzők közt a harmadik 242-es mutatóval.[56]
- Ő szerezte az All Star meccsek első tripla-dupláját, 1997-ben Clevelandben. 14 pontja mellé 11 lepattanót szerzett, és 11 gólpasszt adott.[56]
- A Bulls történetének legjobbja pontszerzésben, gólpassz-adásban és labdaszerzésben is.[25]

### Díjak
- 1984-ben elnyerte a Rupp Throphyt és a Naismith Awardot, a legjobb egyetemi játékosnak járó díjakat.
- 1985-ben elnyerte az Év újonca címet.
- 1988-ban ő lett az Év védekező játékosa.
- 1991-ben a Sports Illustrated az Év sportolójának választotta.
- 10-szer lett az NBA gólkirálya, legtöbbször a liga történetében. (1987-1993; 1996-98)[25]
- 5-ször lett az Év legértékesebb játékosa. (1988,1991–92, 1996, 1998)
- 6-szor választották meg a döntő legértékesebb játékosának. A rangsorban következő Magic Johnsont 3-szor. (1991, 1992, 1993, 1996, 1997, 1998)
- Hatszor a playoff legértékesebb játékosa. (1991, 1992, 1993, 1996, 1997, 1998)
- Háromszor az All Star mérkőzés legértékesebb játékosa. (1988, 1996, 1998)
- Tagja az NBA történetének 50 legjobb játékosának. (1997)[64]
- Az AP hírügynökség szerint a 20. század második, a ESPN tv-csatorna szerint a legfontosabb sportolója.
- Az év kezdőötösének tagja (1987–1993, 1996–1998)
- Az Év védekező csapatának tagja (1987–1992, 1995-98)
- 14-szeres All Star kiválasztott (1987–1993, 1998 években a legtöbb szavazatot kapta).[56]
- 2009-ben beválasztották a Hírességek Csarnokába (Hall Of Fame)
- Az NBA 75. évfordulójának csapata

### Csapatsikerek
- 2-szeres olimpiai bajnok (1984, 1992)
- 6-szoros NBA-bajnok (1991–93, 1996-98)

| Játszott mérkőzés | Dobószázalék mezőnyből | Dobószázalék büntetőből | Lepattanó | Gólpassz | Labdaszerzés | Dobásblokkolás | Pont |
| ----------------- | ---------------------- | ----------------------- | --------- | -------- | ------------ | -------------- | ---- |
| 1072              | 49,7                   | 83,5                    | 6,2       | 5,3      | 2,35         | 0,8            | 30,1 |

| Dobott pont | Támadó lepattanó | Védekező lepattanó | Lepattanó | Gólpassz | Labdaszerzés | Dobásblokkolás |
| ----------- | ---------------- | ------------------ | --------- | -------- | ------------ | -------------- |
| 69          | 8                | 14                 | 18        | 17       | 10           | 6              |

| 1984-85   | 1985-86   | 1986-87   | 1987-88    | 1988-89    | 1989-90   | 1990-91   | 1991-92    | 1992-93   |
| --------- | --------- | --------- | ---------- | ---------- | --------- | --------- | ---------- | --------- |
| 550 000   | 630 000   | 737 500   | 845 000    | 2 000 000  | 2 250 000 | 2 500 000 | 3 250 000  | 4 000 000 |
| 1993-94   | 1994-95   | 1995-96   | 1996-97    | 1997-98    | 2001-02   | 2002-03   | összesen   |           |
| 4 000 000 | 3 850 000 | 3 850 000 | 30 140 000 | 33 140 000 | 1 000 000 | 1 030 000 | 93 772 500 | forrás    |

* Az 1986-87-es és az 1989-90-es szezon fizetési adata becslés